# Kaona (gmina Vladimirci)
Kaona (cyr. Каона) – wieś w Serbii, w okręgu maczwańskim, w gminie Vladimirci. W 2011 roku liczyła 277 mieszkańców.